# Anemadagu, Chik Ballapur
Anemadagu là một làng thuộc tehsil Chik Ballapur, huyện Kolar, bang Karnataka, Ấn Độ.